# استاوروپول
استاوروپول (به روسی: Ставрополь) شهری در کشور روسیه و در کرای استاوروپول واقع شده‌است.